# Acteocina liratispira
Acteocina liratispira is een slakkensoort uit de familie van de Tornatinidae. De wetenschappelijke naam van de soort is voor het eerst geldig gepubliceerd in 1872 door E. A. Smith.